# Зґвалтування на побаченні
Зґвалтування на побаченнях — форма зґвалтування знайомих і насильства на побаченнях, одна з найпоширеніших форм зґвалтувань.  Найчастіше вчиняється серед студентства з застосуванням алкоголю чи інших наркотиків для зґвалтування проти дівчат та жінок від 16 до 24 років. Історично вважалося менш серйозним, ніж зґвалтування незнайомцем, проте починаючи з 1980-х, у деяких країнах воно становить більшість зґвалтувань і все більше розглядається як проблема, пов'язана з мізогінією та сексизмом і як форма насильства проти жінок.

## Визначення
Американська дослідниця Мері Косс описує зґвалтування на побаченні як особливу форму зґвалтування знайомими, при якому між злочинцем і постраждалою існував певний рівень романтичного інтересу, і в якому сексуальні дії за згодою вважалися б прийнятними. Зґвалтування знайомими є ширшою категорією, яка може включати неромантичні, несексуальні відносини, такі як  роботодавець-працівниця, орендодавець-орендарка, постачальник послуг-споживачка, водій-автостоп, а також зґвалтування в родині або сусідами.
Зґвалтування на побаченні конкретно стосується зґвалтування, під час якого між сторонами були романтичні або потенційно сексуальні стосунки.
Термін «зґвалтування на побаченні» ввела у 1975 році в книзі «Проти нашої волі: чоловіки, жінки та зґвалтування» американська журналістка, письменниця та феміністка Сьюзан Браунміллер. Фраза з'являлася в кількох газетах і журнальних статтях раніше, але вони мали обмеженішу читацьку авдиторію. Видатна феміністка Енн Оліваріус популяризувала термін у серії публічних лекцій в Єльському університеті, студенткою розповівши поліції Єля про удушення і зґвалтування жінки відомим геронтологом з Каліфорнії Келвіном Гіршем. У 1980 році термін використав журнал Mademoiselle, у 1982 році журнал Ms. опублікував статтю «Зґвалтування на побаченні: епідемія в кампусі?», а в 1984 році англійський романіст Мартін Еміс використав термін у романі «Гроші: Передсмертна записка».
Однією з найперших і найвидатніших дослідниць зґвалтувань на побаченнях є Мері Косс, яка в 1987 році провела перше масштабне загальнонаціональне дослідження зґвалтувань у США, опитавши 7000 учениць та учнів у 25 школах, і якій іноді приписують авторство терміну.

## Огляд
В більшості випадків постраждала — жінка, знає злочинця, який чинить зґвалтування в контексті фактичних або потенційних романтичних чи сексуальних стосунків між ними, або коли ці стосунки підійшли до кінця. Злочинець може використовувати фізичне або психологічне залякування, щоб змусити жінку займатися сексом проти її волі, або коли вона не здатна дати згоду на секс, наприклад, через алкоголь чи інші наркотики.
Дослідження зґвалтування на побаченні є відносно новим. За даними Бюро юстиції США (BJS), є однією з найпоширеніших форм зґвалтувань. Вважається, що дані про зґвалтування на побаченнях серйозно занижені.
У книзі «Секс і розум» (1992) американський юрист та економіст Річард Познер охарактеризував підвищену увагу до зґвалтувань на побаченнях як ознаку зміни статусу жінок в американському суспільстві. Побачення є характерною рисою сучасних суспільств і можна очікувати, що зґвалтування на побаченнях буде частим у суспільстві, де сексуальна мораль коливається між дозволеною та репресивною.
У статті 2013 року «Навігація щодо згоди: розвінчання міфу про „сіру зону“» Сари Алсід підкреслює, що побачення помилково вважають «постійним станом згоди на секс».

## Історія
З останніх десятиліть ХХ ст. в більшості країн світу зґвалтування стало широко розглядатися як статевий акт (включаючи анальне або оральне проникнення) без негайної згоди особи, що робить зґвалтування незаконним, у тому числі між людьми, які знають одне одного або які раніше мали секс за згодою. 
Розвинуті демократичні юрисдикції вказують, що люди, ослаблені алкоголем або іншими наркотиками, не здатні погоджуватися на секс, а також підкреслюють відкличність згоди на секс. «Культурні та правові визначення зґвалтування завжди формуються на основі взаємовідносин і статусу учасників, що є передумовою як історично, так і кроскультурно зумовленою».
Багато суспільств оцінюють серйозність зґвалтування на основі стосунків між злочинцем і постраждалою. «Напад, здійснений незнайомцем, швидше за все, буде розцінено як „справжнє зґвалтування“, ніж зґвалтування, здійснене кимось, відомим жертві». Через цю культурну концепцію багато зґвалтувань на побаченнях вважають менш серйозними, ніж зґвалтування незнайомцями, особливо якщо мали місце минулі або поточні сексуальні стосунки між сторонами.
Зґвалтування на побаченнях широко обговорювалося в університетських містечках Північної Америки в 1980-х, але вперше привернуло значну увагу медіа в 1991 році, коли неназвана 29-річна жінка звинуватила Вільяма Кеннеді Сміта, племінника колишнього президента Джона Ф. Кеннеді, сенатора Роберта Ф. Кеннеді та сенатора Теда Кеннеді, у зґвалтуванні її на сусідньому пляжі після зустрічі у барі Флориди. Мільйони людей дивилися процес по телевізору. Також у 1991 році Кеті Кестнер публічно розповіла про власний досвід зґвалтування на побаченні. Кестнер була на обкладинці журналу Time, з'являвся в таких шоу, як Larry King Live і The Oprah Winfrey Show. Її зусилля допомогли повернути людське обличчя постраждалим від зґвалтування на побаченні та допомогли зробити термін загальновживаним. У 1993 році Кестнер була показана у спеціальному серіалі HBO «Без видимих синців: Історія Кеті Кестнер» як частині серіалу «Життєві історії: Сім'ї в кризі».
Зґвалтування на побаченнях привернуло медіа і в 1992 році, коли колишнього боксера Майка Тайсона засудили за зґвалтування після того, як він запросив 18-річну Дезіре Вашингтон на вечірку, а потім зґвалтував її у своєму готельному номері.

## Поширеність
Концепція зґвалтування на побаченнях виникла в США, де було проведено більшість його досліджень. Кожна п'ята підлітка зґвалтована на побаченні. Відсоток жінок, які зазнали зґвалтування принаймні раз у житті, коливається в діапазоні 15–20 %. 
Дослідження 1987 року показало, що протягом життя кожну четверту американку зґвалтують або спробують зґвалтувати, і 84 % із них знатимуть нападника. Однак лише 27 % американок, чий досвід відповідає юридичному визначенню зґвалтування, вважають себе постраждалими від зґвалтування, і лише близько 5 % повідомляють про зґвалтування.
Дослідження зґвалтувань в американських студмістечках виявило, що 13 % зґвалтувань знайомими і 35 % їх спроб вчинили під час побачення. Інше дослідження показало, що 22 % жінок, постраждалих від зґвалтувань, зґвалтували теперішні або колишні співмешканці, хлопець чи дівчина, а ще 20 % — чоловік або колишній чоловік. Американське дослідження 2007 року показало, що найімовірніше на побаченнях ґвалтують чорношкірих неіспаномовних студенток, за ними йдуть латиноамериканські студентки, а потім білі неіспаномовні студентки.
У Європі показники зґвалтувань на побаченнях порівняно зі США нижчі.
Рівень зареєстрованих зґвалтувань в Японії набагато нижчий, ніж у США. З іншого боку, у книзі «Гейші з кікбоксингу: як сучасні японські жінки змінюють свою націю» 2007 року американська феміністка Вероніка Чемберс припускає, що в Японії мало повідомляють про зґвалтування на побаченнях, оскільки там ще не розуміють, що це зґвалтування. У книзі 2011 року «Трансформація Японії: як фемінізм і розмаїття роблять зміни» японська феміністка Масакі Мацуда повідомляла, що для японських студенток коледжів і старших класів зґвалтування на побаченнях стає все більшою проблемою.
У 2007 році дослідження ставлення до зґвалтування серед студентів університету в Південній Кореї виявило, що зґвалтування на побаченні «рідко визнавали» формою зґвалтування, а примусовий секс на побаченні не розглядався як травматичний або злочинний.
Зґвалтування на побаченнях у В'єтнамі зазвичай занижено.
У 2012 році 98 % зареєстрованих зґвалтувань в Індії були скоєні кимось, хто знав потерпілу.

## Злочинці та мотивація
Дослідження 2002 року щодо невиявлених ґвалтівників на побаченнях у Бостоні показало, що порівняно з неґвалтівниками ґвалтівники помітно більш мізогінні і більше мотивовані бажанням домінувати та контролювати жінок. Вони більш імпульсивні, розгальмовані, антисоціальні, гіпермаскулінні та менш емпатичні. 
Гвалтівники були надзвичайно вправними у виявленні потенційних жертв і перевірці їхніх кордонів, також вони планували свої напади та використовували складні стратегії для ізоляції та нагляду за жертвами, застосовували насильство, щоб налякати та примусити, і психологічну зброю, включаючи владу, маніпуляції, контроль і погрози.
Ґвалтівники на побаченнях націлюються на вразливих жінок, таких як першокурсниці, які мають менше досвіду вживання алкоголю та більш схильні до ризику, або тих, хто вже перебувають у стані алкогольного сп'яніння. Вони використовують алкоголь як зброю, оскільки він робить потерпілу більш уразливою та підриває до неї довіру з боку системи правосуддя.

## Постраждалі
Мері Косс визначає піковий вік жінок, яких ґвалтують на побаченні, періодом від підліткового віку до 20 років.
Більшість досліджень постраждалих від секснасильства проводилися серед білого населення середнього класу. Однак масштаби зґвалтувань на побаченнях і знайомих серед чорношкірої та латиноамериканської молоді є вищими і мають особливі фактори ризику. Дослідження 2013 року показало, що сексуального насильства було більше проти іспаномовних (12,2 %) і темношкірих (11,5 %) учениць середньої школи, ніж проти білих (9,1 %).
Попри те, що зґвалтування на побаченні є шкідливим, руйнівним досвідом, який змінює життя, дослідження 1997 року показало, що відсутність підтримки є фактором, який визначає фрагментоване відновлення постраждалих. Вони відмовлялися розголошувати будь-яку інформацію про сексуальне насильство, особливо якщо пережили зґвалтування на побаченні чи згвалтування знайомими, через почуття самоприниження та самозвинувачення.
Однак є кілька ситуацій, коли постраждалі можуть звернутися за допомогою або розповісти про насильство. Акт розкриття може бути спровокований бажанням запобігти зґвалтуванням інших. Крім того, занепокоєння, яке передають люди, які оточують потерпілу, може призвести до зізнання в нападі або в ситуації, в якій був замішаний алкоголь, і це спонукає до переповідання досвіду.

## Наслідки
Зґвалтування на побаченнях впливає на постраждалих так само, як і зґвалтування незнайомцем, проте нездатність інших визнати зґвалтування та сприйняти його серйозно може ускладнити їх одужання.
Зґвалтування частіше вчиняють люди, яким жертви довіряють і яких знають досить давно. Тим не менш, переконання деяких людей не вписуються в парадигму сценарію зґвалтування на побаченні, оскільки вони твердо упереджені та стереотипні щодо зґвалтування, жертв і злочинців. Вони, як правило, виправдовують зґвалтування на побаченні та звинувачують потерпілих, особливо жінок, у скоєному проти них сексуальному насильстві, наголошуючи на носінні провокаційного одягу чи наявності романтичних стосунків.
Однією з головних проблем приписування зґвалтування на побаченнях є тип стосунків між сторонами. Чим інтимніші стосунки, тим більша ймовірність того, що свідки вважатимуть насильство сексом за згодою, а не серйозним інцидентом.

## Покарання
Судові процеси щодо зґвалтувань на побаченнях вважаються безрезультатними та пов'язані з соціальними проблемами (гендерні ролі та стереотипи, подвійні стандарти щодо жіночої сексуальності, звинувачення жертви, міфи про згвалтування). Система кримінального правосуддя спонукає постраждалих детально описувати сексуальне насильство, ігноруючи те, що перехресний допит є ворожим і ретравмуючим моментом для потерпілої. Особисті переконання присяжних і поширеність міфів про зґвалтування впливають на їх рішення, коли справа доходить до оцінки обстановки, доказів і винесення вироку.
Досліджено, що присяжні з більшою ймовірністю винесуть вирок у справах про зґвалтування незнайомцем, ніж про зґвалтування на побаченні. Часто, навіть у випадках, коли наявні достатні речові докази на підтримку засудження, присяжні повідомляли, що на них впливають несуттєві фактори, пов'язані з жінкою-потерпілою, наприклад, чи використовувала вона контрацепцію, чи мала позашлюбний секс, чи сприймалася присяжними як сексуально одягнена, чи вживала алкоголь чи інші наркотики. Вчені відзначили, що оскільки зґвалтування на побаченнях відбувається в контексті стосунків, схильність присяжних ігнорувати ймовірність зґвалтування на основі поведінки, схожої на побачення, є проблематичною. Американське дослідження визначення відповідальності за зґвалтування 1982 року показало, що респонденти з більшою ймовірністю покладуть більшу відповідальність на жертву зґвалтування, якщо вона була в стані алкогольного сп'яніння під час зґвалтування; однак, коли нападник був нетверезим, респонденти знімали з нього частину відповідальності.
Деякі критики терміну «зґвалтування на побаченні» вважають, що розрізнення зґвалтування незнайомцем і зґвалтування на побаченні позиціонує зґвалтування на побаченні як менший злочин, що є образливим для постраждалих та може частково пояснити нижчу кількість засуджень і менші покарання за зґвалтування на побаченнях.

## Профілактика
Девід Лісак стверджує, що превентивні заходи, спрямовані на переконання чоловіків не ґвалтувати, навряд чи спрацюють, і замість цього університети повинні зосередитися на допомозі неґвалтівникам виявляти ґвалтівників і втручатися в ситуації високого ризику, щоб зупинити їх. Щоразу, коли повідомляється про сексуальне насильство не з боку незнайомців, це є вікном можливостей для правоохоронних органів всебічно розслідувати ймовірного злочинця, а не «заплющувати очі, дивлячись виключно на нібито 45-хвилинну взаємодію між цими двома людьми». До постраждалих слід ставитися з повагою, і кожне повідомлення про ймовірне зґвалтування повинно ініціювати два одночасних розслідування: перше щодо самого інциденту, а друге — щодо передбачуваного злочинця, щоб визначити, чи є вони серійними злочинцями.
Просвітницькі програми є одним із способів запобігання, захисту та підвищення обізнаності про злочин. Але ці профілактичні програми не мають великого впливу. Поєднання порад щодо запобігання сексуальним домаганням, інформації про виживання та психосоціальних даних, зібраних під час оцінки жінками ризиків побачень, робить ці програми зосередженими на широких темах і не наголошує на конкретних сферах запобігання зґвалтуванням на побаченнях.
Майбутні профілактичні програми мають бути зосереджені на залученні чоловіків, створенні відкритого простору для розмови та можливого визнання дотримання переконань щодо гендерних стереотипів і міфів про сексуальну поведінку, які можуть спонукати до пропаганди сексуальних домагань.

## Суперечки
У 2007 році американська журналістка Лора Сешнс Степп написала статтю для журналу Cosmopolitan під назвою «Новий вид зґвалтування на побаченні», в якій популяризувала термін «сіре зґвалтування» для позначення «сексу, який знаходиться десь між згодою та відмовою». Пізніше цей термін підхопили й обговорили The New York Times, Slate і PBS, і його розкритикували багато феміністок, у тому числі редакторка-засновниця Bitch Ліза Джервіс, які стверджували, що «сіре» зґвалтування та зґвалтування на побаченні — це «одне й те саме», і що популяризація «сірого» зґвалтування є беклешем на розширення сексуальних прав жінок і ризикує звести нанівець ті здобутки, яких жінки досягли, коли до зґвалтування почали ставитися серйозно.